# Breznica (Slovacchia)
Breznica (in ungherese Nagyberezsnye) è un comune della Slovacchia facente parte del distretto di Stropkov, nella regione di Prešov.